# Doriërs
De Doriërs, Oudgrieks: Δωριεῖς, Dōrieis, waren chronologisch de laatste groep van Griekssprekende stammen die vanuit de regio Epirus of zelfs vanuit Illyrië het Griekse schiereiland binnendrongen, vermoedelijk in de periode 1200-1000 v.Chr. Deze migratie wordt meestal de Dorische volksverhuizing genoemd. Wegens het machtsvacuüm dat ontstond na de ondergang van de Myceners, konden zij makkelijk de Peloponnesus, enkele cycladeneilanden en de zuidwestkust van Klein-Azië bezetten. De overgebleven Myceense bevolking werd onderworpen. De Doriërs waren een van de drie voornaamste bevolkingsgroepen rond 1100 v.C. De twee andere groepen waren de Achaeërs en de Ioniërs. Het wordt aangenomen dat het Dorisch, de taal van de Doriërs, zich vanuit Epirus naar het zuiden heeft verspreid.
Ze wisten goed met paarden om te gaan, bewerkten al ijzer en waren met hun ijzeren wapens gemakkelijk in staat de oorspronkelijke bevolking te onderwerpen. Men neemt aan dat hun expansie over de Peloponnesos, met als centrum Sparta, de Cycladen, de zuidwestelijke hoek van Klein-Azië, met als centrum Halicarnassus, en Kreta het einde van de Myceense beschaving heeft betekend. De stad Sparta ontstond in de 10e eeuw v.Chr., toen vier Dorische dorpen zich samenvoegden.
Ze vertegenwoordigden over het algemeen het meer nuchtere en soldateske deel van de Grieken. Dat kwam ook met het strenge en sobere element, eigen aan het Dorische karakter, in hun (bouw)kunst tot uiting. De Dorische orde is de oudste van de drie bekende bouworden uit de Griekse oudheid. De twee andere zijn de Ionische en de Korinthische orde.
De Doriërs waren in tegenstelling tot de Zeevolken geen grote zeevaarders.